# Frank Connell
Frank E. Connell (9 de outubro de 1909 — 25 de julho de 2002) foi um ciclista olímpico estadunidense. Representou sua nação em dois eventos nos Jogos Olímpicos de Verão de 1932, em Los Angeles.